# إتو (شيزوكا)
مدينة إتو (بالإنجليزية: Itō)‏ هي أحد المدن التابعة لمحافظة شيزوكا. تأسست رسميًا في 10/08/1947. ويقدر عدد سكانها بـ 72038 نسمة حسب تقدير مكتب الإحصاء الياباني لعام 2012. تبلغ مساحة إتو 124.13 كم2. بكثافة سكانية تبلغ 580 نسمة/كم2.

## توأمة
لإتو (شيزوكا) اتفاقيات توأمة مع كل من:
- رييتي
- مقاطعة رييتي
- ميدواي [الإنجليزية]‏

## أعلام
- أوكي يايكو
- ريوجي هارا
- واكاتسوكي ريجيرو